# Blechnum deplanchei
Blechnum deplanchei là một loài dương xỉ trong họ Blechnaceae. Loài này được Lenorm. mô tả khoa học đầu tiên năm 1874.
Danh pháp khoa học của loài này chưa được làm sáng tỏ. 